# U-20-Fußball-Afrikameisterschaft 2007
Die U-20-Fußball-Afrikameisterschaft 2007 war die 15. Auflage des vom Afrikanischen Fußballverband (CAF) organisierten Turniers für Junioren-Fußball-Nationalmannschaften (U-20) Afrikas. Das Turnier wurde vom 20. Januar bis 3. Februar 2007 in der Republik Kongo ausgetragen. Sieger wurde der Gastgeber durch einen 1:0-Sieg gegen Nigeria. Die beiden Finalisten sowie die unterlegenen Halbfinalisten Gambia und Sambia qualifizierten sich für die U-20-Weltmeisterschaft 2007 in Kanada.

## Teilnehmer
Die folgenden Mannschaften qualifizierten sich für die Endrunde:
- Ägypten
- Burkina Faso
- Elfenbeinküste
- Gambia
- Kamerun
- Republik Kongo (Gastgeber)
- Nigeria (Titelverteidiger)
- Sambia

## Modus
Die Mannschaften spielten zunächst eine Vorrunde in zwei Gruppen mit je vier Mannschaften. Die beiden Erstplatzierten jeder Gruppe qualifizierten sich für das Halbfinale. Dort wurde bei Gleichstand eine Verlängerung und ggf. ein Elfmeterschießen ausgetragen.

## Gruppe A
Die Gruppe A wurde in Brazzaville ausgetragen.
| Pl. | Verein         | Sp. | S | U | N | Tore    | Diff. | Punkte |
| --- | -------------- | --- | - | - | - | ------- | ----- | ------ |
| 1.  | Gambia         | 3   | 3 | 0 | 0 | 004:000 | +4    | 09     |
| 2.  | Republik Kongo | 3   | 2 | 0 | 1 | 003:100 | +2    | 06     |
| 3.  | Burkina Faso   | 3   | 1 | 0 | 2 | 002:300 | −1    | 03     |
| 4.  | Elfenbeinküste | 3   | 0 | 0 | 3 | 000:500 | −5    | 0      |

## Gruppe B
Die Gruppe B wurde in Pointe-Noire ausgetragen.
| Pl. | Verein  | Sp. | S | U | N | Tore    | Diff. | Punkte |
| --- | ------- | --- | - | - | - | ------- | ----- | ------ |
| 1.  | Sambia  | 3   | 2 | 0 | 1 | 008:600 | +2    | 06     |
| 2.  | Nigeria | 3   | 1 | 1 | 1 | 005:500 | ±0    | 04     |
| 3.  | Ägypten | 3   | 1 | 1 | 1 | 002:400 | −2    | 04     |
| 4.  | Kamerun | 3   | 1 | 0 | 2 | 004:400 | ±0    | 03     |

## Halbfinale
|        |   |                |     |
| Gambia | – | Nigeria        | 0:1 |
| Sambia | – | Republik Kongo | 0:1 |

## Spiel um den dritten Platz
|        |   |        |     |
| Gambia | – | Sambia | 3:1 |

## Finale
|                                |   |                |     |
| 3. Februar 2007 in Brazzaville |   |                |     |
| Nigeria                        | – | Republik Kongo | 0:1 |

Die Republik Kongo wurde durch ein Tor von Franchel Ibara zum ersten Mal Afrikameister.

## Weltmeisterschaft
Die Republik Kongo, Nigeria, Gambia und Sambia qualifizierten sich für die U-20-Weltmeisterschaft 2007 in Kanada. Dort beendete die Republik Kongo ihre Vorrundengruppe hinter Chile und Österreich auf dem dritten Platz und schied im Achtelfinale gegen Mexiko aus. Nigeria beendete seine Vorrundengruppe hinter Japan auf dem zweiten Platz. Nach einem Sieg im Achtelfinale gegen Sambia schied Nigeria im Viertelfinale gegen Chile aus. Sambia hatte zuvor die Vorrunde auf dem zweiten Platz hinter Spanien beendet. Gambia beendete die Vorrunde hinter Mexiko ebenfalls auf dem zweiten Platz seiner Gruppe und schied im Achtelfinale gegen Österreich aus.